# インターネットスイート
インターネットスイート (Internet Suite) とは、インターネット関連のソフトウェアをパッケージ化したもので、ソフトウェアスイート（アプリケーション統合環境）の一種である。典型的なインターネットスイートにはウェブブラウザ、電子メールクライアント（アドレスブックやフィードリーダーなどが一体化しているものが多い）、ダウンロードマネージャ、HTMLエディタ、IRCクライアントなどが含まれる。

## 概要
インターネットスイートは1990年代の半ばごろに多く作られた。当時は、プロプライエタリなウェブブラウザを販売する業者が、1枚のCDに乗るアプリケーションにより多くの機能を詰め込めばセールスポイントになると考えたからである。だが、第一次ブラウザ戦争の終了後、インターネットスイートの市場は、1つか2つ程度の会社にまで落ち込んだ。結果、多くの企業は別の活路を求めていった。
また、ajaxを元にしたウェブアプリケーション(ウェブメールなど)の勃興は、更にインターネットスイートの開発を落ち込ませることとなった。それらは、これまでデスクトップアプリケーションでおこなわれていた機能をほぼ全て提供でき、しかも比較的簡単にクロスプラットフォームを実現できるためである。

## インターネットスイートの例
- Netscape 7 - ウェブブラウザ、電子メールクライアント、ダウンロードマネージャ、HTMLエディタ搭載
  - Netscape Communicator
  - Netscape 6
- Mozilla Application Suite - 開発停止。Netscape 7の持つ機能に加えてIRCクライアントも併せて搭載している
  - SeaMonkey - Mozilla Application Suiteの後継として開発が行われている。Mozilla Application Suiteと同等の機能を搭載。
- Opera - ウェブブラウザ、電子メールクライアント、ダウンロードマネージャ、IRCクライアント、HTMLエディタ搭載
- Cyberdog - 開発停止。ウェブブラウザ、電子メールクライアント、News Reader、Gopher、FTPクライアント。アップルコンピュータ(現Apple)が開発